# Jessica Van Der Steen
Pour les articles homonymes, voir Van der Steen.
Jessica Van Der Steen, née le 9 juillet 1984 à Anvers, est un mannequin belge.

## Biographie
Elle apparaît sur la couverture d'avril 2000 du magazine Ché, alors qu'elle a 16 ans. 
Elle sera ensuite dans les éditions 2004 et 2005 de Sports Illustrated Swimsuit Issue.
Elle défile enfin pour Victoria's Secret.

## Couvertures de magazines
- Elle (septembre 2003, édition néerlandaise; ? édition française)
- Votre Beauté avril 2004;
- Cosmopolitan (édition allemande mars 2007)

## Publicités
Ambiente, Boss de Hugo Boss, Clarins, 'DiorSnow' de Christian Dior, Esprit, Guess, Herbal Essences, JC Penney, La Redoute, Lidero ADSL, Linnea Raffaelli, Neckermann, Sportex Beachwear, Tommy Hilfiger, Vincci, Weekend Max Mara.